# 寿 (我孫子市)
寿（ことぶき）は、千葉県我孫子市の町丁。現行行政地名は寿一丁目および寿二丁目。郵便番号270-1152。

## 地理
北は栄、北東は泉、東は我孫子、南東は我孫子新田、南は若松、西は緑、北西は本町に隣接している。

### 地価
住宅地の地価は、2017年（平成29年）の公示地価によれば、寿2-22-47 の地点で11万1000円/m2となっている。

## 世帯数と人口
2017年（平成29年）4月1日現在の世帯数と人口は以下の通りである。
| 丁目     | 世帯数    | 人口    |
| -------- | --------- | ------- |
| 寿一丁目 | 889世帯   | 1,965人 |
| 寿二丁目 | 893世帯   | 2,100人 |
| 計       | 1,782世帯 | 4,065人 |

## 小・中学校の学区
市立小・中学校に通う場合、学区は以下の通りとなる。
| 丁目     | 番地                      | 小学校                     | 中学校                 |
| -------- | ------------------------- | -------------------------- | ---------------------- |
| 寿一丁目 | 全域                      | 我孫子市立我孫子第一小学校 | 我孫子市立白山中学校   |
| 寿二丁目 | 1〜12番 13番33号 15番以降 | 我孫子市立我孫子第一小学校 | 我孫子市立白山中学校   |
| 寿二丁目 | その他                    | 我孫子市立高野山小学校     | 我孫子市立我孫子中学校 |

## 施設
- 我孫子市立我孫子第一小学校
- 寿保育園
- 我孫子市商工会館
- 延寿院
- 金八稲荷神社
- 寿子の神公園

## 交通

### 道路
- 国道
  - 国道356号
- 主要地方道
  - 千葉県道8号船橋我孫子線